# Satan’s Circus
Satan’s Circus – album studyjny brytyjskiego zespołu Death in Vegas, wydany 11 października 2004 roku przez Drone Records.

## Lista utworów
Źródło: AllMusic
| Nr   | Tytuł                                     | Długość |
| CD 1 | CD 1                                      | CD 1    |
| ---- | ----------------------------------------- | ------- |
| 1.   | „Ein für Die Damen”                       | 5:24    |
| 2.   | „Zugaga”                                  | 7:17    |
| 3.   | „Heil Xanax”                              | 6:52    |
| 4.   | „Black Lead”                              | 4:13    |
| 5.   | „Sons of Rother”                          | 6:06    |
| 6.   | „Candie McKenzie”                         | 4:13    |
| 7.   | „Reigen”                                  | 7:22    |
| 8.   | „Kontroll”                                | 5:21    |
| 9.   | „Anita Berber”                            | 7:39    |
| 10.  | „Head”                                    | 5:32    |
| 11.  | „Come on Over to Our Side, Softly Softly” | 3:15    |
| CD 2 |                                           |         |
| 1.   | „Natia”                                   | 1:33    |
| 2.   | „Leather”                                 | 3:29    |
| 3.   | „Girls”                                   | 4:29    |
| 4.   | „Death Threat”                            | 5:06    |
| 5.   | „Rekkit”                                  | 6:00    |
| 6.   | „Blood Yawning”                           | 7:33    |
| 7.   | „23 Lies”                                 | 3:56    |
| 8.   | „Flying”                                  | 7:23    |
| 9.   | „Dirge”                                   | 5:36    |
| 10.  | „Help Yourself”                           | 11:26   |
| 11.  | „Scorpio Rising”                          | 5:30    |
| 12.  | „Hands Around My Throat”                  | 6:41    |

## Produkcja i wydanie
Album był nagrywany w The Contino Rooms w Londynie. Album został wydany 11 października 2004 przez Drone Records, a jego długość wynosi 2 godziny 11 minut i 46 sekund.

## Odbiór

### Krytyka
Album w serwisie Metacritic na podstawie 13 recenzji otrzymał ocenę 63 na 100 punktów.

### Pozycje na listach
| Państwo | Lista (2004)   | Najwyższa pozycja |
| ------- | -------------- | ----------------- |
| Francja | Top 200 Albums | 79                |